# Michael Nierse
Michael Nierse (1998) is een Nederlandse acteur.
Hij speelde een hoofdrol in de film Dik Trom uit 2010, een film die in dat jaar de prijs won voor Gouden Film en in 2011 de prijs voor Platina Film.
Nierse vervulde gedurende het collegejaar 2021-2022 de functie van praeses in het 99e bestuur van de Leidse Biologen Club "Beaivi", de studievereniging voor de opleiding Biologie in Leiden.

## Filmografie
- De indiaan (2009)
- Jacco's film (2009, korte film)
- Dik Trom (2010)| Michael Nierse                   | Michael Nierse | Michael Nierse |
| -------------------------------- | -------------- | -------------- |
| Plaats uw zelfgemaakte foto hier |                |                |
| Algemene informatie              |                |                |
| Geboren                          | 1998           | 1998           |
| Land                             | Nederland      | Nederland      |
| Werk                             |                |                |
| Jaren actief                     | 2009-heden     | 2009-heden     |
| Beroep                           | Acteur         | Acteur         |
|                                  |                |                |
| (en) IMDb-profiel                |                |                |
| (mul) TMDb-profiel               |                |                |
| Portaal Film                     |                |                |
| Portaal                          | Film           |                |
- Zieleman (2011, televisiefilm)
- Isabelle (2011)
- Verborgen Verhalen (2011-2012, serie)
- De vloer op jr. (2012, serie)
- De 4 van Westwijk (2012, serie)
- Oorlogsgeheimen (2014)
- Michiel de Ruyter (2015)